# بن هور (آرکانزاس)
بن هور (به انگلیسی: Ben Hur) یک منطقهٔ مسکونی در ایالات متحده آمریکا است که در آرکانزاس واقع شده‌است. بن هور ۵۲۷٫۹۲ متر بالاتر از سطح دریا واقع شده‌است.